# Tipton (Iowa)
Tipton es una ciudad ubicada en el condado de Cedar en el estado estadounidense de Iowa. En el Censo de 2010 tenía una población de 3221 habitantes y una densidad poblacional de 594,76 personas por km².

## Geografía
Tipton se encuentra ubicada en las coordenadas 41°46′11″N 91°7′42″O / 41.76972, -91.12833. Según la Oficina del Censo de los Estados Unidos, Tipton tiene una superficie total de 5.42 km², de la cual 5.42 km² corresponden a tierra firme y (0%) 0 km² es agua.

## Demografía
Según el censo de 2010, había 3221 personas residiendo en Tipton. La densidad de población era de 594,76 hab./km². De los 3221 habitantes, Tipton estaba compuesto por el 97.92% blancos, el 0.28% eran afroamericanos, el 0.22% eran amerindios, el 0.31% eran asiáticos, el 0.06% eran isleños del Pacífico, el 0.19% eran de otras razas y el 1.02% pertenecían a dos o más razas. Del total de la población el 1.43% eran hispanos o latinos de cualquier raza.